# Гулейшур
Гулейшу́р (рос. Гулейшур) — присілок (деревня) в Кезькому районі Удмуртії, Росія.

## Населення
Населення — 26 осіб (2010; 31 в 2002).
Національний склад станом на 2002 рік:
- удмурти — 94 %

## Господарство
В селі працює сільськогосподарське підприємство «Гулейшур».